# إميلي كريستنسن
إميلي كريستنسن (بالنرويجية البوكمول: Emilie Christensen)‏ (13 أبريل 1993 في النرويج - ) هي لاعبة كرة يد النرويج في مركز ظهير ‏. لعبت مع Glassverket IF ‏.

## وصلات خارجية
- إميلي كريستنسن على موقع الاتحاد الأوروبي لكرة اليد (الإنجليزية)
- إميلي كريستنسن على موقع الاتحاد النرويجي لكرة اليد (النرويجية)